# Adouna, la vie, le monde
Pour plus de détails, voir Fiche technique et Distribution.
Adouna, la vie, le monde est un téléfilm français réalisé par Olivier Langlois et diffusé pour la première fois le 6 juin 2012 sur France 2.

## Synopsis
Ce sont cinq jeunes des cités françaises : Babs, Malik, Nadia, Aurore, et Eliot. Des jeunes gens qui ont commis des actes de petite délinquance et que l’on envoie purger leurs peines au Sénégal, sous la direction de David, un éducateur chargé de leur redonner goût au travail. Ils doivent retaper un vieux paquebot au Sénégal, puis convoyer le bateau jusqu’à Dakar. Mais, ils se retrouvent prisonniers de passeurs sans scrupules qui n’hésitent pas à risquer la vie de 150 clandestins pour leur commerce. Confrontés à la mort, ils découvrent qu’ils valent mieux que ce qu’ils croyaient.

## Fiche technique
- Date de sortie : 6 juin 2012
- Titre original : Adouna, la vie, le monde
- Réalisateur :Olivier Langlois
- Scénariste : Sophie Deschamps sur une idée originale de Philippe Brechbuhl, Laurent Zahar
- Production : BFC Productions
- Coproduction France 2 / La case à films
- Directeur de la photographie : Dominique de Wever
- Montage : Aurique Delannoy
- Ingénieur du son : Francis Baldos
- Compositeur : Éric Neveux et Daby Touré
- Chef décorateur : Moustapha N’Diaye
- Costumes : Mame Faguèye BÂ
- Coordinateur cascades : Ibrahima Gueye et Christian Hening
- Langue : français
- Genre : Film dramatique
- Durée : 1h32

## Distribution
- Patrick Catalifo : David
- Oumar Diaw : Babs
- Soufiane Guerrab : Malik
- Myriam Bella : Nadia
- Margot Dufrene : Aurore
- Benjamin Baclet : Eliot
- Youssou Ly : Souleymane
- Mame Astou Diallo : Amalita
- Ndiogou Mboup : Capitaine Mbow
- Birahim Siby "Mbida" : Demba
- Ibrahima Mbaye : Moussa
- Ablaye Diakhate : Diop
- Cheikh Beck : Ibrahim
- aboubacar sadikh ba : Sekou
- Bassirou Diakhate : Thiam
- Djibril Diallo Seye : Sock
- Masse Diallo : Lamine
- Cheikh Tidiane Diasse : Babagap
- Aya Fall : Saliou
- Papa Damba sow : Mourad
- Assane Diouf : Mamadou
- Assane Saar : Migrant au couteau
- Nicolas Aubry : Touriste blanc
- Daouda Lam : Barman Amalita
- Adiouma Ndiaye : Femme Mourad
- Dieynaba sow : Femme taxi brousse
- Jean-Michel Schmit : Militaire français
- Cherokee Sylvain N’Gue : Militaire sénégalais
- Ahmadou Mbaye : Marchand de sac
- Fara N’Diaye : Le vieux Griot
- Waly N’Diaye : Gamin (avec Malik)
- Amadou Doukoute : Gamin (avec Babs)
- Babacar Diop : Gamin 2 (avec Babs)
- Marie Gningue : Barmaide de la boite de nuit
- Binta Sow : Fiancée de Souleymane
- Ibrahima Sy : Vendeur échoppe
- Mama Diarra Tall : Vieille femme offrande[Quoi ?]
- Papa Charles Seck : Serveur hôtel Amalita
- Jean Jacques Bancal : Officiel Ambassade
- Sophie Vidal : Journaliste européenne
- Boury Guewel : Chanteur bateau

## Récompense
- Meilleure musique pour Éric Neveux et Daby Touré au Festival de la fiction TV de La Rochelle 2010